# Juan Guamán
Juan Helio Guamán (Quito, 27 juni 1965) is een voormalig profvoetballer uit Ecuador, die speelde als verdediger.

## Clubcarrière
Guerrero speelde vrijwel zijn gehele profcarrière voor LDU Quito (1986-2000). Met die club won hij driemaal de Ecuadoraanse landstitel.

## Interlandcarrière
Guamán speelde tien interlands voor Ecuador in de periode 1991-1995. Hij maakte zijn debuut op 5 juni 1991 in de vriendschappelijke uitwedstrijd tegen Peru (0-1) in Lima, net als doelpuntenmaker Ivo Ron, Ángel Fernández, doelman Erwin Ramírez, Robert Burbano, Juan Carlos Garay en Nixon Carcelén. Guamán nam met Ecuador in 1995 deel aan de strijd om de Copa América.
| Interlands van Juan Guamán voor Ecuador | Interlands van Juan Guamán voor Ecuador | Interlands van Juan Guamán voor Ecuador | Interlands van Juan Guamán voor Ecuador | Interlands van Juan Guamán voor Ecuador | Interlands van Juan Guamán voor Ecuador |
| №                                       | Datum                                   | Wedstrijd                               | Uitslag                                 | Competitie                              | Goals                                   |
| Als speler van LDU Quito                | Als speler van LDU Quito                | Als speler van LDU Quito                | Als speler van LDU Quito                | Als speler van LDU Quito                | Als speler van LDU Quito                |
| --------------------------------------- | --------------------------------------- | --------------------------------------- | --------------------------------------- | --------------------------------------- | --------------------------------------- |
| 1                                       | 5 juni 1991                             | Peru – Ecuador                          | 0 – 1                                   | Vriendschappelijk                       | 0                                       |
| 2                                       | 24 mei 1995                             | Schotland – Ecuador                     | 2 – 1                                   | Kirin Cup                               | 0                                       |
| 3                                       | 28 mei 1995                             | Japan – Ecuador                         | 3 – 0                                   | Kirin Cup                               | 0                                       |
| 4                                       | 4 juni 1995                             | Ecuador – Zambia                        | 4 – 1                                   | Vriendschappelijk                       | 0                                       |
| 5                                       | 10 juni 1995                            | Ecuador – Costa Rica                    | 2 – 1                                   | Vriendschappelijk                       | 0                                       |
| 6                                       | 12 juni 1995                            | Ecuador – Zambia                        | 1 – 0                                   | Vriendschappelijk                       | 0                                       |
| 7                                       | 3 juli 1995                             | Paraguay – Ecuador                      | 1 – 0                                   | Vriendschappelijk                       | 0                                       |
| 8                                       | 7 juli 1995                             | Brazilië – Ecuador                      | 1 – 0                                   | Copa América                            | 0                                       |
| 9                                       | 13 juli 1995                            | Peru – Ecuador                          | 1 – 2                                   | Copa América                            | 0                                       |
| 10                                      | 25 oktober 1995                         | Bolivia – Ecuador                       | 2 – 2                                   | Vriendschappelijk                       | 0                                       |

## Erelijst
LDU Quito
- Campeonato Ecuatoriano

1990, 1998, 1999